# Meeanee
Meeanee est une localité située au sud de la ville de Napier. Située dans la région de Hawke's Bay de l'Île du Nord de la Nouvelle-Zélande.
Meeanee est entourée de fermes et de vergers à pommiers.

## Histoire
La ville de Meeanee fut nommée ainsi par Sir Charles Napier en mémoire de la Bataille de Meeanee (en), survenue en Inde (orthographié Miani, mais la ville a gardé l’ancienne écriture). 
Avec d’autres villes comme celles de Clive et de Havelock North, c’est l'une des multiples villes dans le secteur de la baie de Hawke à avoir été nommée en mémoire d'événements ou de personnes liées à la conquête coloniale de l’Inde.
Jusqu'en 1873, date de construction d'une nouvelle route, Meeanee était le seul accès par l’intérieur vers la ville de Taradale. 
Dans les années 1850 Meeanee fut également le site de la mission des pères maristes. 
Les prêtres introduisirent la viticulture dans la région vinicole de Hawke's Bay (en), plantant plusieurs vignobles et établissant le Mission Estate Winery (en) dès 1851. Ce qui en fait le plus ancien établissement de fabrication de vin survivant actuellement en Nouvelle Zélande. 
Les pères maristes construisirent l’église Sainte Mary en 1863 (l'église a depuis été vendue et privatisée et abrite aujourd'hui un restaurant et un lieu évènementiel .

## Éducation
L’école de Meeanee est une école publique, mixte, assurant tout le primaire de l’année 1 à 8 avec un effectif de 86 élèves .